# Bod
Bod je bezrozměrný základní geometrický útvar. Jde tedy o abstraktní útvar bez velikosti, s konkrétní pozicí v prostoru. Pozice bodu je vztažena k soustavě souřadnic. Bezrozměrné body jsou využívány k definici křivky v jednorozměrném prostoru, plochy v dvourozměrném prostoru a dalších objektů vyšších dimenzí. Bod může být určen jako průsečík dvou křivek nebo tří rovin, tedy jako vrchol geometrického útvaru. V analytické geometrii je bod definován souřadnicemi (uspořádanou n-ticí) ve zvolené soustavě souřadnic. Body mohou tvořit množinu bodů. Izolovaný bod je takový, který v jistém okolí nemá body ze stejné množiny bodů.
Eukleidovská geometrie definuje bod jako primitivum, tedy „něco, co nemá části“ nelze to již dále dělit. Bod je v ní definován axiomem, který se nedokazuje a nepoužívá pro svou definici jiná primitiva.
Bod časoprostoru se nazývá událost.

## Vlastnosti
Všechny geometrické útvary jsou definovány jako množina bodů, zpravidla nekonečně velká (pouze samotný bod je jednoprvková množina). Takovou definicí je např. „množina všech bodů v rovině R ležících ve vzdálenosti r od bodu S“ (definice kružnice o poloměru r se středem S).
Dva body mohou být shodné (tj. mají všechny souřadnice stejné), nebo rozdílné (alespoň v jedné souřadnici se liší). Z rozdílu souřadnic dvou bodů vyplývá jejich vzdálenost.
Za bod lze také považovat úsečku nulové délky (její krajní body jsou shodné).

### Značení

Grafické znázornění bodu.

Graficky se bod znázorňuje křížkem, malým kolečkem, kroužkem nebo čárkou (pokud leží na úsečce, přímce či křivce). Označuje se velkým tiskacím písmenem.

### Zápis bodu
Algebraicky je každý bod pevně určen {\displaystyle N} souřadnicemi, kde {\displaystyle N} je rozměr prostoru, ve kterém se nachází. Například v dvojrozměrném prostoru (tedy v ploše) je bod určen dvěma souřadnicemi, v trojrozměrném prostoru je bod pevně dán třemi souřadnicemi. Například v kartézské soustavě souřadnic je bod {\displaystyle A[2;3]} v rovině, bod {\displaystyle X[3;-4;0]} v prostoru. 

### Vzdálenost
Vzdálenost dvou bodů {\displaystyle A[x_{a};y_{a}]} a {\displaystyle B[x_{b};y_{b}]} v rovině vypočteme:
{\displaystyle |AB|={\sqrt {(x_{b}-x_{a})^{2}+(y_{b}-y_{a})^{2}}}}
V trojrozměrném prostoru vzdálenost bodů {\displaystyle A[x_{a};y_{a};z_{a}]} a {\displaystyle B[x_{b};y_{b};z_{b}]} vypočteme:
{\displaystyle |AB|={\sqrt {(x_{b}-x_{a})^{2}+(y_{b}-y_{a})^{2}+(z_{b}-z_{a})^{2}}}}

## Typy bodů
Existují určité typy bodů, které mají svůj název a často také obvyklá písmena užívaná pro jejich označení (případně se k těmto písmenům přidávají číselné indexy nebo čárky). Mezi nejvýznamnější, nejčastěji užívané a s poměrně ustáleným značením patří:
- krajní bod úsečky nebo polopřímky, určující bod přímky nebo polopřímky (většina bodů má tento význam)
- vrchol (A, B, C…; K, L, M…) - viz zejména Mnohoúhelník
- střed (O, S)
- průsečík (P)
- bod dotyku (T)
- těžiště (T)
- průsečík výšek (V) - použitelné především u trojúhelníka
- ohnisko (F, příp. také E u elipsy)